# Пауланер
Пауланер је немачка пивара, основана 1634. године у Минхену, од стране Минимских фратара из класе Neudeck ob der Au. Обредни ред и пивара су названи по Францису од Паоле, оснивачу реда. Пауланер је једна од шест пивара које обезбеђују пиво за Октоберфест, немачки фестивал пива још из 1810. године. Пауланер се налази на шестом месту међу најпродаванијим немачким пивима. Слоган пиваре је „Paulaner engagiert” што се преводи као „Пауланер је посвећен”.

## Историја
Назив Пауланер пиваре односи се на ред браће који су боравили у Нојхаузер Штрасе у Минхену, а који су били део реда Светог Франциса од Паоле. Фратри су производили пиво за сопствену употребу од 1634. године. Шта год они нису попили, давали су сиромашнима или продавали у клојстер пивници.
Пиво које је било допуштено продавати за време празника било је Бок стил, који је стекао локалну славу. Након укидања класе Нјудек Клојстер, 1799. године, зграда је претворена у казнионицу. Франц Ксавер Закерл, пивар, купио је бившу клојстер пивару и наставио традицију „Стакрбиер” производом „Салватор”, што на латинском значи „Спаситељ”. 1861. године у Нокербергу је отворен је „Салваторкелер” (подрум за салваторе). Године 1928. пивара се спојила са Гебрудер Томас пиваром, стварајући Пауланер Салватор Томас Брау. 1994. године откупљена је група пивара Кулмбакер са повезаним произвођачима Плауен и Кемниц. Ћерка компанија је Ауер Брау АГ Розенхајм. Пауланер припада БХИ (Брау Холдинг Интернашнал АГ), заједничком улагању између Шургхубер Венчурс (50,1%) и холандског Хајнекена Н.В. (49,9%).

## Брендови
Пауланер је једна од шест пивара које обезбеђују Окроберфестбиер за Октоберфест, немачки фестивал пива из 1810. године, остали су Огастинербрау, Хакер-Пскор, Хофбрау, Ловенбрау и Спејтен-Франзисканер-Брау.